# ويلهلم سيمون
ويلهلم سيمون (بالألمانية: Wilhelm Simon)‏ هو سياسي ألماني، ولد في 23 أبريل 1900 في فوبرتال في ألمانيا، وتوفي في 27 سبتمبر 1971 في بوخوم في ألمانيا. نشط حزبياً في الحزب النازي.